# Stefan Plöger
Stefan Plöger (* 1958 in Kassel) ist ein deutscher Psychotherapeut und Autor. 

## Leben
Plöger studierte Philosophie, Theologie und Psychologie und promovierte im Jahr 1995 an der Universität Ulm im Fach Psychologie mit dem Thema „Spontaneität in Abhängigkeit von unterschiedlichen Bedingungen des Rollenspiels“ zum Dr. biol. hum. Plöger lebt und arbeitet als psychologischer Psychotherapeut in Ulm.
Außerdem ist er hauptamtlicher Mitarbeiter und Leiter der Telefonseelsorge in Ulm.
Plöger ist auch Pianist; seine lebenslange Beschäftigung mit der Musik und ihrer Wirkung auf die menschliche Seele, aber auch die Erfahrungen bei seiner Arbeit in der Telefonseelsorge finden sich in seinen Büchern wieder.

## Privates
Stefan Plöger ist verheiratet und Vater zweier Kinder.

## Veröffentlichungen
- Veränderungen im Kommunikationsverhalten und die Auswirkungen auf die Telefonseelsorge. In: Zukunftswerkstatt Telefonseelsorge, Dokumentation der Ergebnisse, Mainz 2001.
- Symposion: Telefon in der veränderten Medienlandschaft. Dokumentation der Ergebnisse, Ulm 2002.
- Themen der Gespräche und Anliegen der Anrufenden. In: Traugott Weber (Hrsg.): Handbuch Telefonseelsorge. Vandenhoeck & Ruprecht, Göttingen 2006, S. 115–133.
- Stefan Plöger und Volker Bier: Religiöse und ethische Fragen. In: Niemand bringt sich gerne um. Handbuch Telefonseelsorge. Dezember 2009.  Kap. 3.
- Chopin. Auf der Suche nach seinem Leben. Schweikert-Bonn, Stuttgart 2010, ISBN 978-3-940259-16-5.
- Der Klang der Hingabe. Projekte-Verlag Cornelius, Halle (Saale) 2012, ISBN  978-3-95486-124-8.
- Im Licht der Nacht. SWB Media Publishing, Waiblingen 2016, ISBN 978-3-945769-56-0.